# جون لانكستر سبالدينغ
جون لانكستر سبالدينغ (بالإنجليزية: John Lancaster Spalding)‏ هو كاهن كاثوليكي أمريكي، ولد في 2 يونيو 1840 في لبنان في الولايات المتحدة، وتوفي في 25 أغسطس 1916 في بيوريا في الولايات المتحدة.